# Callistomyia klugii
Callistomyia klugii är en tvåvingeart som först beskrevs av Christian Rudolph Wilhelm Wiedemann 1824.  Callistomyia klugii ingår i släktet Callistomyia och familjen borrflugor. Inga underarter finns listade.